# Schlacht bei Pfeddersheim
Die Schlacht bei Pfeddersheim war eine Schlacht während des Deutschen Bauernkrieges, die sich im Juni 1525 bei Pfeddersheim zutrug. Mehrere tausend Bauern verloren ihr Leben.

## Vorgeschichte
In und um Worms begannen Bauern- und Bürgerunruhen Ende April 1525. Den Höhepunkt fanden sie im Mai des Jahres. In 13 Artikeln musste sich die städtische Obrigkeit beugen und innerhalb von vier Tagen Zugeständnisse machen.
Diese Artikel bezogen sich auf drei Bereiche: Zum einen auf den religiösen Bereich, der eine lautere und unverfälschte Predigt des Evangeliums und die freie Pfarrerwahl und Prediger durch die Gemeindemitglieder forderte. Zum anderen auf den wirtschaftlichen Bereich, indem gefordert wurde, dass Zinsen, Renten und Gülten, die an die Geistlichen zu entrichten waren, als abgelöst gelten sollten, wenn die Hauptsumme dreifach entrichtet war. Die Bauern forderten außerdem die Erlaubnis zur Jagd, Fischerei und zur Holzentnahme aus den Wäldern und Allmenden. Die verfassungsrechtlichen Artikel schließlich verlangten, dass die Rachtung von 1519 aufgehoben wurde und die Urkunden vernichtet würden. Alle Privilegien der Geistlichen, auch wenn sie von Kaisern, Königen und Päpsten kamen, wurden als erloschen erklärt. Die Geistlichen hatten jetzt auch Hut, Wacht, Schatzung, Ungeld und Kaufhausgeld zu übernehmen bzw. zu zahlen. In Pfeddersheim hielten der Klerus, der Adel und Stifte gut ein Drittel der anbaufähigen Felder. Insbesondere der Klerus hatte die wertvollsten Anbauflächen in Besitz.
Die Bauern der Region hatten sich zuvor aufgrund zu hoher Abgaben dem südwestdeutschen Aufstand angeschlossen und zahlreiche Adels- und Klostergüter angegriffen, geplündert und verwüstet. Die Pfeddersheimer Bürger waren geneigt, sich an den Aufständen zu beteiligen. Man hoffte auf eine Verbesserung der sozialen Situation. So fiel es den aufständischen Bauern recht leicht, sich in den Besitz von Pfeddersheim zu setzen.
Kurfürst Ludwig V. von der Pfalz seinerseits begab sich nach der Eroberung Würzburgs mit seinem Heer so rasch wie möglich in seine Herrschaft zurück, um der Bewegung auch dort ein Ende zu machen.

## Schlacht

### Truppen und Bewaffnungen
Beide Heere waren zahlenmäßig etwa gleich groß, jedoch waren die Bauern an Ausrüstung und militärischer Ausbildung deutlich schwächer. Sie waren mit Lanzen, Morgensternen, Spießen, Büchsen und Ackergeräten (Mistgabeln, Sensen, Dreschflegel) bewaffnet. Einige Bauernhaufen hatten auch erbeutete Geschütze bei sich. Sie hatten keinen militärischen Führer, der die Truppen koordinierte und ihnen Richtung, Ziel und Stoßkraft hätte geben können. Zwar gab es Anführer unter den Bauern, jedoch konnten sie sich nicht über die Grenzen ihrer Heimaten hinaus durchsetzen.
Das fürstliche Heer hatte Zugriff auf Rüstkammern. Die fürstlichen Landsknechte waren militärisch ausgebildet und besser bewaffnet. Sie führten mehrere Kartaunen, Scharfmetzen, Notschlangen, Feldschlangen, Halbschlangen und Falkonette mit sich. Außerdem verfügte Kurfürst Ludwig über mehrere Reiterfähnchen von jeweils 150 Mann.

### Vor der Schlacht
Nachdem die fürstlichen Truppen nach Pfeddersheim gezogen waren, ließen Marschall Wilhelm von Habern und Schenk Eberhard von Erbach Artillerie und Infanterie in geringer Entfernung von der Stadt auf einer Erhöhung im Norden Position beziehen. Dann wurden die Wehranlagen Pfeddersheims beschossen. Die Aufständischen antworteten mit ihrer Artillerie. Der gegenseitige Beschuss verlief ergebnislos.
Daraufhin bildete die Pfälzer Armee Beobachtungsstellen, um auszukundschaften, was die Bauern als Nächstes tun würden. Dabei wurden Kanonen, die sonst im Hintergrund der Schlacht eingesetzt waren, relativ nah rund um die Stadt aufgestellt. Ebenfalls wurden kleine Fähnlein gebildet, die sich südwestlich von Pfeddersheim auf einer Anhöhe postierten, um die Bauern zu beobachten.
Nachdem sowohl im Norden als auch im Südwesten Truppen aufgestellt worden waren, schloss sich mit dem Lagerbau im Westen der Belagerungsring um Pfeddersheim fast vollständig. Der Osten wurde nicht belagert, da dort kein Ausgang aus der Stadt angelegt war. Ein zusätzliches Lager, in welchem sich der Koch, der Proviantwagen und später Kurfürst Ludwig niederließen, wurde außerhalb des Belagerungsringes errichtet. Zwischen diesem Lager und dem Fluss Pfrimm ließen sich die Knechte nieder.

### Verlauf der Schlacht
Kurz nachdem das letzte Lager bezogen war, kam eine kleine Truppe der Bauern aus dem Westtor der Stadt. Dann stürmten weitere 7.000 Mann aus dem Tor und fielen ins westliche Vorfeld ein, möglicherweise um die dort lagernden Reitertruppen leicht besiegen zu können. Als das nicht gelang, weil diese die Truppenstärke und Kampfkraft der Bauern übertrafen, zogen sie sich auf den Wingartberg zurück, von wo aus sie die Hauptmacht der Reiterei mit Geschütz beschossen. Da die fürstlichen Truppen nicht wussten, wohin die Bauern vom Berg aus ziehen würden, warteten sie zunächst ab.
Als die Bauerntruppen dann vom Südhang des Berges auf die Hauptmacht des Fürsten zustürmten, kam Marschall von Habern dem Feldhauptmann auf dessen Befehl zur Hilfe und stellte seine Truppen hinter der Hauptmacht auf. Die umgruppierte Artillerie feuerte sofort auf die Angreifer. Da die Bauern sich wiederum unterlegen sahen, versuchten sie in die Stadt zu flüchten. Die fürstlichen Truppen setzten Reiterstaffeln und Reisige ein, um dies zu verhindern, sodass es zahlreichen Bauern nicht gelang, sich in die Stadt zu retten. Es wurden insgesamt knapp 4.000 Bauern aufgehalten, die auf der Stelle entweder erstochen oder erwürgt wurden. Auch durch andere Stadttore versuchten Bauern, in die Stadt zu gelangen. Manche Bauern versuchten, sich nach Worms zu retten. In der Endphase des Kampfes verschanzten sich viele Bauern im Kloster St. Georgenberg, das deshalb völlig verwüstet wurde.
Bei anbrechender Nacht stellte man drei Fähnlein, 1.500 Knechte und 1.000 Reisige rund um Pfeddersheim auf. Am nächsten Morgen wurden Geschütze nahe der Stadt aufgestellt und mit deren Beschießung begonnen. Nach drei Stunden und 262 abgegebenen Schüssen kapitulierten die Bauern.

## Nach der Schlacht
Am 25. Juni sollten alle Bauern, die keine pfälzischen Untertanen waren, unbewaffnet die Stadt verlassen. Etwa 3.000 gehorchten dem Befehl. Viele ergriffen aus Angst vor der Strafe trotz Warnung die erste Gelegenheit, zu entkommen. Der Fluchtversuch misslang jedoch, und die Soldaten richteten ein weiteres Blutbad an, das 800 Menschen das Leben kostete. 30 Rädelsführer wurden sofort enthauptet, die anderen Bauern entließ man mit harten Auflagen in ihre Heimat.
Danach besetzten die fürstlichen Truppen die Stadt. Die verbliebenen Bauern mussten sich auf dem Kirchhof versammeln, 180 Anführer wurden in die Kirche gesperrt. Die Pfeddersheimer Bürger mussten sie bewachen. Für jeden entwichenen Bauern, so wurden sie gewarnt, müsse ein Bürger sein Leben lassen. Die Einwohner mussten alle Versteckten bis zum nächsten Morgen herausgeben. 24 Anführer wurden hingerichtet. Alle übrigen Bauern ließ man gegen Bezahlung frei.
Auch die Pfeddersheimer wurden hart bestraft. Vier ihrer Führer wurden enthauptet. Die Stadt erhielt schwere Auflagen: Sie musste hohe Abträge bezahlen, alle Waffen abliefern und auf ihre Freiheitsbriefe verzichten.

## Erinnerung

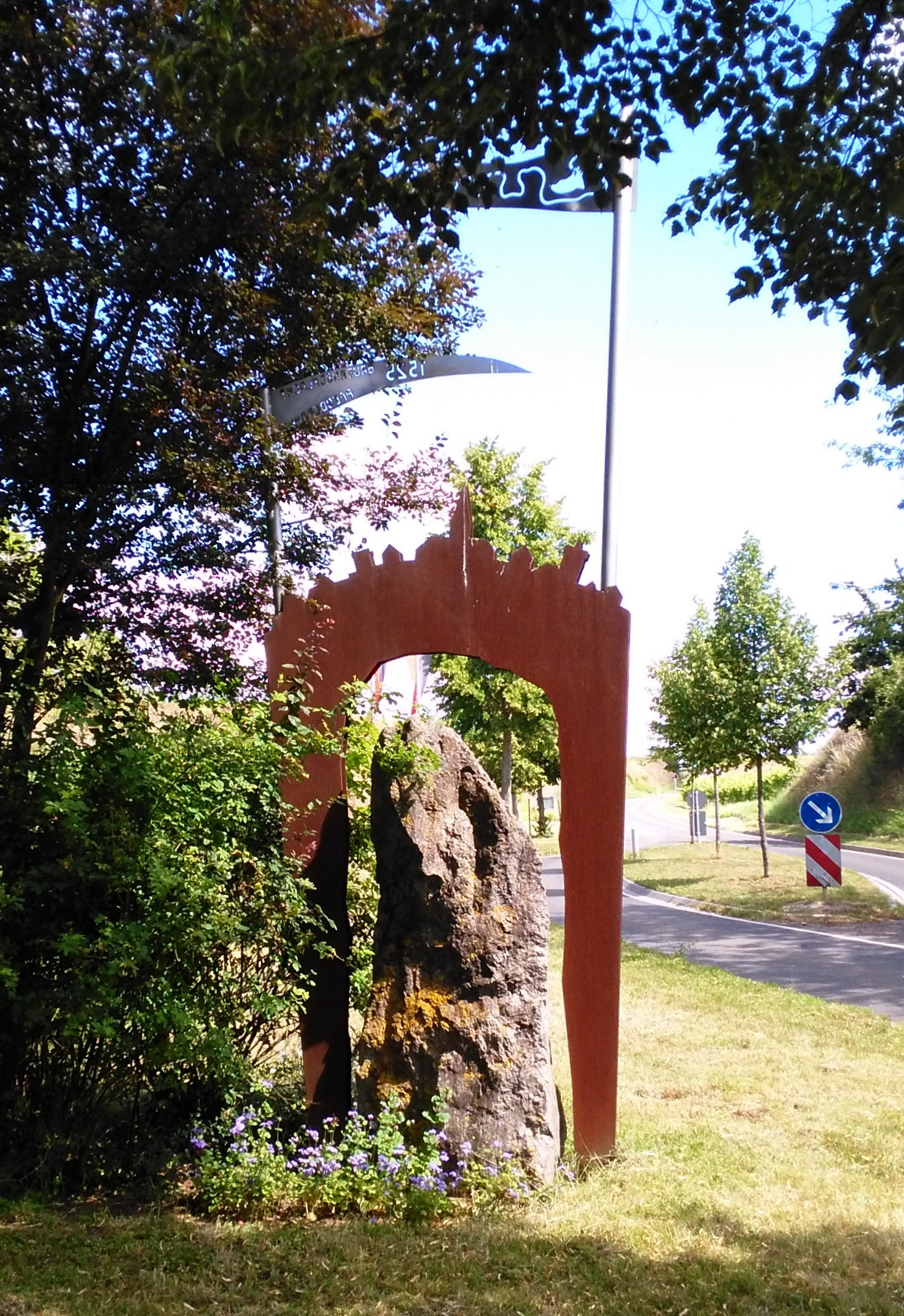
Denkmal zur Schlacht bei Pfeddersheim an der „Bluthohl“ (Straße nach Mörstadt)

Noch heute wird die Straße, die von Pfeddersheim nach Norden in Richtung Mörstadt führt (Georg-Scheu-Straße) im Volksmund „Bluthohl“ genannt. Der Name stammt daher, dass man sich erzählt, die Schlacht habe auf den höher gelegenen Feldern derart getobt, dass das Blut der Gefallenen über diesen Weg bis in die Stadt geronnen sei.